# Cephalotes adolphi
Espèce
Synonymes
- Cryptocerus adolphi Emery, 1906

Cephalotes adolphi est une espèce de fourmis arboricoles du genre Cephalotes.

## Distribution
Cette espèce est endémique du Mato Grosso au Brésil.

## Description
Comme les autres espèces du genre Cephalotes, elles sont caractérisées par l'existence de soldats spécialisés dotés d'une tête surdimensionnée et plate ainsi que des pattes plus plates et plus larges que leurs cousines terrestres.

## Publication originale
- (it) Emery, 1906 : Studi sulle formiche della fauna neotropica. XXVI. Bullettino della Società Entomologica Italiana, vol. 37, 107-194.